# Autobahn Hunchun–Ulanhot
Die Autobahn Hunchun–Ulanhot oder Hunwu-Autobahn (chinesisch 珲乌高速公路, Pinyin Húnwū gāosù gōnglù, englisch Hunwu Expressway), chin. Abk. G12, ist eine Ost-West-Autobahn in China. Sie führt von der Stadt Hunchun an der Grenze zu Nordkorea und Russland quer durch die Provinz Jilin nach Ulanhot im Autonomen Gebiet Innere Mongolei. Die Autobahn wird nach Fertigstellung eine Länge von 885 km erreichen. 